# Daryl Samson
Daryl Samson (North Vancouver, 25 agosto 1952) è un ex calciatore canadese, di ruolo centrocampista.

## Carriera

### Calciatore

#### Club
Si formò con la selezione calcistica dell'università della Columbia Britannica. 
Nel 1974 viene ingaggiato dai neonati Vancouver Whitecaps, franchigia della North American Soccer League. Con i Whitecaps nella stagione d'esordio ottenne il quarto ed ultimo posto della Western Division della North American Soccer League 1974. In questa prima stagione fu titolare inamovibile, mentre nella seguente perse un terzo delle partite a causa di un infortunio. Nella stagione 1976 raggiunse con i suoi i play-off per il titolo, venendo eliminato agli ottavi dai Seattle Sounders. Anche nella stagione seguente raggiunse con i suoi i play-off per il titolo, venendo eliminato nuovamente agli ottavi dai Seattle Sounders.

#### Nazionale
Ha giocato un incontro con la nazionale canadese, valido per le qualificazioni al campionato mondiale di calcio 1978.

## Statistiche

### Cronologia presenze e reti in nazionale
| Cronologia completa delle presenze e delle reti in nazionale ― Canada | Cronologia completa delle presenze e delle reti in nazionale ― Canada | Cronologia completa delle presenze e delle reti in nazionale ― Canada | Cronologia completa delle presenze e delle reti in nazionale ― Canada | Cronologia completa delle presenze e delle reti in nazionale ― Canada | Cronologia completa delle presenze e delle reti in nazionale ― Canada | Cronologia completa delle presenze e delle reti in nazionale ― Canada | Cronologia completa delle presenze e delle reti in nazionale ― Canada |
| Data                                                                  | Città                                                                 | In casa                                                               | Risultato                                                             | Ospiti                                                                | Competizione                                                          | Reti                                                                  | Note                                                                  |
| --------------------------------------------------------------------- | --------------------------------------------------------------------- | --------------------------------------------------------------------- | --------------------------------------------------------------------- | --------------------------------------------------------------------- | --------------------------------------------------------------------- | --------------------------------------------------------------------- | --------------------------------------------------------------------- |
| 27-10-1976                                                            | Toluca                                                                | Messico                                                               | 0 – 0                                                                 | Canada                                                                | Qual. Mondiali 1978                                                   | -                                                                     | 9’                                                                    |
| Totale                                                                |                                                                       | Presenze                                                              | 1                                                                     |                                                                       | Reti                                                                  | 0                                                                     |                                                                       |